# E.N. Setälä
Eemil Nestor Setälä (født 27. februar 1864 i Kokemäki, død 8. februar 1935 i Helsinki) var en finsk filolog, folkelivsforsker og politiker.
Setälä var professor i finsk sprog og litteratur fra  1893 til 1929, rektor ved Turku universitet fra 1926, grundlagde forskningsinstituttet Suomen tutkimuslaitos i 1930 og blev dets første direktør.
Sammen med Kaarle Krohn redigerede Setälä fra 1901 tidsskriftet Finnisch-ugrische Forschungen, og sammen med Heikki Paasonen undersøgte på en grundlæggende måde, beslægtningen mellem de finsk-ugriske sprog og samojediske sprog. Setälä forfattede også folklore som Sammon arvoitus (1932).
Under russifiseringstrykket i 1890-1910 relaterede Setälä til selvstendighedssøgende Ungfinske parti. Han sad i stenderrigsdagen i 1904-06; og i parlamentet indtil 1927. I striden om statsform var han monarkist, og knyttede sig derefter til Samlingspartiet. Han deltog i "senatet" (regeringen) under Pehr Evind Svinhufvud 1916-17 og J. K. Paasikivi 1918. Han var undervisningsminister i 1925, sekretær i 1925-26 og den finske ambassadør til Danmark og Ungarn i 1927-30.
Setälä blev begravet på Hietaniemi Kirkegård in Helsinki.

## Eksterne Henvisninger
- Wikimedia Commons har flere filer relateret til E.N. Setälä
- Arja Koskinen (20. marts 2015), "E.N. Setälä", Den Store Danske Encyklopædi, Gyldendal, hentet 27. april 2018